# Dieter Pröttel
Dieter Pröttel (* 31. Oktober 1933 in Offenburg; † 26. Dezember 2022 in der Nähe von Starnberg) war ein deutscher Fernsehshow- und Filmregisseur.

## Leben und Wirken
Pröttel war promovierter Volkswirt und war lange Zeit Musikredakteur beim Südwestfunk in Baden-Baden. 1962 übernahm er die Verantwortung für die beliebte Sendung Bonsoir Catrin mit Caterina Valente, da Michael Pfleghar erkrankt war. Es folgten mehr als 3000 Fernsehproduktionen. Er moderierte unter anderem die Musiksendung Talentschuppen, in der Gaby Berger, Juliane Werding, Joy Fleming, Michael Schanze und Hape Kerkeling frühe Auftritte hatten. Neben zahlreichen Fernsehshows, unter anderem Flitterabend, Am laufenden Band, Zwischenmahlzeit und die Rudi Carrell Show, führte Dieter Pröttel auch Regie bei den in den 1980er-Jahren gedrehten Filmen mit Mike Krüger und Thomas Gottschalk. Für den Film Geld oder Leber! (1986) schrieb er außerdem das Drehbuch. Von 1971 bis 1977 war Pröttel Chefredakteur bei Bild+Funk.
Zuletzt führte er bei der Fernsehsendung Verstehen Sie Spaß? mit Frank Elstner am 21. Oktober 2006 in Freiburg im Breisgau Regie. Am 16. Dezember 2006 stand er in Böblingen zum letzten Mal aktiv hinter der Kamera.
Dieter Pröttel war verheiratet mit der Buchautorin Birthe Pröttel und Vater von drei gemeinsamen Söhnen. Er starb am 26. Dezember 2022 in der Nähe von Starnberg im Alter von 89 Jahren.

## Regie-Arbeiten

### TV-Produktionen (Auswahl)
- Flitterabend mit Michael Schanze (1992–1994)
- Ein Abend mit Georg Thomalla (1982–1983)
- Die Pyramide (1979) TV-Serie
- Hätten Sie heut’ Zeit für mich? mit Michael Schanze (1975)
- Berlin grüsst Bern (1975) (TV)
- Am laufenden Band mit Rudi Carrell
  - Episode #2.7 (1975) TV Episode
- Auf Los geht’s los (1986) mit Joachim Fuchsberger  60. und letzte Folge
- Bambi-Verleihung 1998 – 50. Jubiläumsverleihung aus Karlsruhe

### Film-Produktionen (Auswahl)
- 1983: Die Supernasen
- 1984: Zwei Nasen tanken Super
- 1984: Mama Mia – Nur keine Panik
- 1985: Seitenstechen
- 1986: Geld oder Leber!